# Lapsias
Lapsias is een geslacht van spinnen uit de familie springspinnen (Salticidae).

## Soorten
De volgende soorten zijn bij het geslacht ingedeeld:
- Lapsias ciliatus Simon, 1900
- Lapsias cyrboides Simon, 1900
- Lapsias estebanensis Simon, 1900
- Lapsias tovarensis Simon, 1901